# Samuel Walker (siatkarz)
Samuel Joseph Walker (ur. 19 lutego 1995 w Bangkoku) – australijski siatkarz, grający na pozycji przyjmującego, reprezentant Australii. Od sezonu 2017/2018 występował w estońskiej drużynie Bigbank Tartu.

## Sukcesy klubowe
Mistrzostwo Szwecji:
- 2014

MEVZA:
- 2016

Mistrzostwo Słowenii:
- 2016

Mistrzostwo Belgii:
- 2017

Mistrzostwo Estonii:
- 2018, 2019

Liga bałtycka:
- 2019

## Sukcesy reprezentacyjne
Mistrzostwa Azji:
- 2019[4]

## Nagrody indywidualne
- 2019: Najlepszy przyjmujący Mistrzostw Azji